# دوبال‌میوه دم‌دار
دوبال‌میوه دم‌دار (نام علمی: Dipterocarpus caudatus) نام یک گونه از سرده دوبال‌میوه‌ها است.